# Air America (film)
Air America je americký válečný film, natočený podle skutečné události a knihy o letecké misi CIA v Laosu. V hlavních rolích se roku 1990 objevili Mel Gibson a Robert Downey mladší.

## Příběh

### Prolog
V prologu letoun rozhazuje po Laosu prasata, pečivo, ale i drogy. Pak ale letoun sestřelí vesničan a potom se objeví scéna s Genem Ryackem (Mel Gibson).

### Hlavní příběh
Příběh líčí práci Billyho Cavingtona u leteckého zpravodajství. Kvůli nekázni o ní přijde a přitom i o pilotní průkaz. Brzy mu ale nabídnou práci u Air America. Tam se setkává s překupníkem se zbraněmi Genem. Také poznává Lu Soonga známého velitele OSN ve Vietnamu. Když práci přijímá, neví o tom, že Soong pašuje v jeho letadle heroin. S Genem to zjistí při tom, když je začnou pronásledovat agenti CIA, které Soong upozornil po tom, kdy Billy zničil jeho opiovou laboratoř. Uniknou a Gene dostane úkol najít doktorku Nancy, která vede vesnici mezi makovými poli, které shodou okolností patří Soongovi a ten to tam chce vyklidit kvůli tomu, že Lemond už nevydržel se přetvařovat před inspektorem senátorem Daveportem. Billy Gena přemluví, aby vyhodil všechny své zbraně, což ho zruinuje. Pak však Billy Genovi ty zbraně dluží.

### Epilog
V epilogu je uvedeno že Gene přestal obchodovat se zbraněmi a vrátil se ke své thajské rodině. O pár let později vyhrál v národní loterii. Také Billy se vrátil k spořádanému životu dokud nebyl odsouzen za zfalšování thajské národní loterie.

## Obsazení
- Robert Downey Jr. … Billy Covington
- Mel Gibson … Gene Ryack
- Nancy Travis … Corinne Landreaux
- Ken Jenkins … Major Donald Lemond
- David Marshall Grant … Rob Diehl
- Lane Smith … Senator Davenport
- Art LaFleur … Jack Neely (as Art La Fleur)
- Ned Eisenberg … Nick Pirelli
- Marshall Bell … Q.V.
- David Bowe … Saunders
- Burt Kwouk … General Lu Soong
- Tim Thomerson … Babo